# Miraklet på Manhattan (film fra 1994)
Miraklet på Manhattan er en amerikansk julefilm fra 1994 instrueret af Les Mayfield og produceret af John Hughes, som også har skrevet manuskriptet. I hovedrollerne spiller Richard Attenborough, Mara Wilson, Elizabeth Perkins, Dylan McDermott og J.T. Walsh. Filmen handler om den flinke gamle mand Kris Kringle, der hævder at være julemanden. Han møder en lille pige, som har fået at vide af sin mor, at julemanden ikke findes. Men efter at have lært Kris at kende, begynder hun at tro på, at han måske taler sandt.
Filmen er en genindspilning af Miraklet på Manhattan fra 1947.

## Eksterne links
- Miraklet på Manhattan på Internet Movie Database (engelsk)
- Miraklet på Manhattan på Filmdatabasen
- Miraklet på Manhattan på Scope
- Miraklet på Manhattan i Svensk Filmdatabas (svensk)
- Miraklet på Manhattan på AlloCiné (fransk)
- Miraklet på Manhattan på MovieMeter (nederlandsk)
- Miraklet på Manhattan på AllMovie (engelsk)
- Miraklet på Manhattan hos American Film Institute (engelsk)
- Miraklet på Manhattan på Turner Classic Movies (engelsk)
- Miraklet på Manhattan på The Movie Database (engelsk)

.